# 地方法人特別税
地方法人特別税（ちほうほうじんとくべつぜい）は、法人事業税が都道府県ごとの偏在性が強いことから、2008年10月から2019年9月まで、税制の抜本的な改革において偏在性の小さい地方税体系の構築が行われるまでの間の暫定措置として、地方法人特別税等に関する暫定措置法に基づき課せられる法人に対する国税である。従来の法人事業税の一部を国税として徴収し、人口及び従業員数（2分の1ずつ）を基礎として、特別地方法人譲与税の形で国が都道府県に財源を再分配する。これにより、地域間で財政力に格差があるのを縮小することを目的としている。
令和元年（2019年）10月1日開始事業年度より、消費税率引き上げに合わせて廃止され、代わりに特別法人事業税が新設される（当初平成29年4月1日以後開始事業年度の予定であったが消費税引き上げの延期に合わせて延期された）。
似た言葉で、「地方特別法人税」はよくある誤記。
「特別法人税」は、企業年金の積立金に対し、法人税法上課税される税金（租税特別措置法第68条の5の規定により、2023年3月31日まで凍結中）。
「復興特別税」は、東日本大震災からの復興のための税金（そのうち復興特別法人税は2014年3月末で廃止済）。
「地方法人税」は、地方法人特別税と同じく地方財政の不均衡を緩和する目的であるが、法人道府県民税を減税し、法人税の実質上乗せとしている点が大きく相違する。

## 運用
地方法人特別税は国税のひとつではあるが、都道府県が法人事業税とともに徴収する。
国税通則法の適用が無く、国税徴収法上も地方税扱いとなされるなど、制度の運用は地方事業税とほぼ同じ取扱いであった。

## 確定申告
租税公課等のうち、法人税の所得の計算上損金の額に算入しないものは、法人税法第38条に列挙されているが、地方法人特別税はこの中に含まれていないことから、法人事業税と同じく損金の額に算入される。法人税の確定申告書の別表五（二）「租税公課の納付状況等に関する明細書」の「事業税」欄に、法人事業税と地方法人特別税との合算額を記載する。

## 税率
法人事業税に下記税率をかけることで地方法人特別税の税額になる。
地方法人特別税額 = 基準法人所得割額又は基準法人収入割額 × 税率
基準法人所得割額又は基準法人収入割額 = 標準税率により計算した法人事業税の所得割額又は収入割額。法人事業税で超過税率が適用されている場合は、標準税率で計算し直す。

### 平成20年10月1日から平成26年9月30日までに開始する事業年度
3月末決算法人の場合、平成22年～平成27年3月末決算に適用される。
| 区分                                                            | 税率  |
| --------------------------------------------------------------- | ----- |
| 外形標準課税法人 （資本金1億円超の普通法人）                    | 148％ |
| 外形標準課税法人以外の 所得割額によって法人事業税が課される法人 | 81％  |
| 収入金額課税法人 （電気供給業、ガス供給業、保険業、貿易保険業） | 81％  |

### 平成26年10月1日から平成27年3月31日までに開始する事業年度
地方法人特別税の規模が縮小され法人事業税に復元されることに伴い、税率が改正されている。3月末決算法人の場合、適用されない。
| 区分                                                            | 税率   |
| --------------------------------------------------------------- | ------ |
| 外形標準課税法人 （資本金1億円超の普通法人）                    | 67.4％ |
| 外形標準課税法人以外の 所得割額によって法人事業税が課される法人 | 43.2％ |
| 収入金額課税法人 （電気供給業、ガス供給業、保険業、貿易保険業） | 43.2％ |

### 平成27年4月1日から平成28年3月31日までに開始する事業年度
3月末決算法人の場合、平成28年3月末決算に適用される。
| 区分                                                            | 税率   |
| --------------------------------------------------------------- | ------ |
| 外形標準課税法人 （資本金1億円超の普通法人）                    | 93.5％ |
| 外形標準課税法人以外の 所得割額によって法人事業税が課される法人 | 43.2％ |
| 収入金額課税法人 （電気供給業、ガス供給業、保険業、貿易保険業） | 43.2％ |

### 平成28年4月1日から令和元年9月30日[5]までに開始する事業年度
3月末決算法人の場合、平成29年～令和2年3月末決算に適用され、令和3年3月末決算より特別法人事業税が適用される。
| 区分                                                            | 税率    |
| --------------------------------------------------------------- | ------- |
| 外形標準課税法人 （資本金1億円超の普通法人）                    | 414.2％ |
| 外形標準課税法人以外の 所得割額によって法人事業税が課される法人 | 43.2％  |
| 収入金額課税法人 （電気供給業、ガス供給業、保険業、貿易保険業） | 43.2％  |

### 令和元年10月1日以降に開始する事業年度
廃止され特別法人事業税が新設される。

## 税収の推移
財務省の統計を参照（単位:100万円。単位未満切捨て）。決算ベース。
- 2008年（平成20年）度         7
- 2009年（平成21年）度   673,937
- 2010年（平成22年）度 1,419,977
- 2011年（平成23年）度 1,669,821
- 2012年（平成24年）度 1,669,821
- 2013年（平成25年）度 2,000,989
- 2014年（平成26年）度 2,394,470
- 2015年（平成27年）度 2,080,608
- 2016年（平成28年）度 1,781,556
- 2017年（平成29年）度 1,857,761
- 2018年（平成30年）度 2,087,894
- 2019年（令和元年）度 2,043,581
- 2020年（令和 2年）度 0977,686

注　2008年（平成20年）度が極端に少ないのは、課税が平成20年10月1日以後に開始する事業年度から開始されたためである。半年決算や変則決算で、平成20年10月1日以後に開始された事業年度が、平成21年3月31日までに終了した場合のみ2008年（平成20年）度の税収となる。